# ムハンマド・ビン・ラーシド・アール・マクトゥーム
ムハンマド・ビン・ラーシド・アール・マクトゥーム（アラビア語: محمد بن راشد آل مكتوم, ラテン文字転写: Muḥammad bin Rāshid Āl Maktūm、英語: Mohammed bin Rashid Al Maktoum、1949年7月15日 - ）は、ドバイ首長国のアミール（首長）。
連邦政府の肩書を踏襲してアラブ首長国連邦の副大統領と首相（在任：2006年2月11日 - ）でもあり、ハリーファ・ビン・ザーイド・アール・ナヒヤーン大統領が薨去した際には一時的に大統領を代行した。

## 概要
兄シェイク・マクトゥームの死後、2006年に跡を継ぎ、アラブ首長国連邦政府の主な改革に乗り出し、2007年4月にアラブ首長国連邦の連邦政府戦略を始める。これらの企業の多くは、マルチ型多角経営や投下資本を有するドバイ・ホールディングが所有している。ムハンマドはテクノロジーパークや経済自由区域、ドバイ・インターネット・シティ、ドバイ・メディア・シティ、ドバイ国際金融センター, the パーム・アイランドおよびブルジュ・アル・アラブホテルの建設を含めたドバイ国内の多数のプロジェクト開発を監督した。また、当時世界で最も高い超高層ビルであるブルジュハリファの建設も指揮した。2006年、ニューヨーク・タイムズは彼をEntrepreneur of the Yearとして評価した。
熱心な馬術家であり、マクトゥーム家が所有する厩舎ゴドルフィンの創設者であり、世界6ヶ国で事業を展開するサラブレッド繁殖会社ダーレーグループのオーナーでもある。 彼はアラビア半島地域方言による口語詩であるナバティー詩の詩人でもある。 2012年、競走馬メヂィ・デュポン Du Pont 160 kmに騎乗し、世界馬術選手権（長途騎乗FEI世界エンデュランス）に出場した。ドバイの石油の枯渇を見越し、商業およびサービス産業を興して独自の国家運営を打ち立て、経済発展に焦点を当ててドバイの繁栄の基礎を築いた父親の跡を継ぎ、更にその繁栄を推進させている。
また、世界でも有数の競走馬のオーナーブリーダーであり、その場合は英語読みに近いシェイク・モハメド（あるいはモハメッド、英語: Sheikh Mohammed）の名で紹介されることが多い。なお、この場合の「シェイク」（文語アラビア語（現代標準アラビア語）では「シャイフ」）は、部族族長などを示す一種の称号である。日本の報道などではムハンマド・ビン・ラシド・マクトムと表記されることもある。
世界都市にドバイを成長させる計画とエミレーツ航空、DPワールド、ジュメイラ・グループを含む多数の主要企業の立ち上げの責任者である。

## 経歴
1949年7月14日、有名なドバイクリーク近くに位置するシンダガ地区に住居のあった、ドバイを統治するアール・マクトゥーム家に生まれる。シャイフ・ラーシド・ビン・サイード・アール・マクトゥームの4人の息子の第3子である。兄弟は、シャイフ・マクトゥーム・ビン・ラーシド・アール・マクトゥーム、シャイフ・ハムダーン・ビン・ラーシド・アール・マクトゥーム、シャイフ・アハメッド・ビン・ラーシド・アール・マクトゥーム。母親は、シャイハ・ラティーファ・ビント・ハムダーン・アール・ナヒヤーン（アブダビの統治者であるシャイフ・ハムダーン・ビン・ザーイド・アール・ナヒヤーンの娘）。
乗馬をこよなく愛し、またその競馬愛好家ぶりは特に有名で、アラビアの最も注目に値する種族の1つであるバニー・ヤース連邦に属する部族の血筋を引いており、馬は子供の頃から人生の一部となっている。熱心な騎手で、マクトゥーム家が所有する厩舎ゴドルフィンの設立者である。首長国6か国で世界最大の競走馬の生産、育成およびサラブレッド種雌馬の繋養業務を営むグループ企業のダーレーグループの所有者でもある。2012年に競走馬のメヂィ・デュポン160 kmに騎乗し、世界馬術選手権（長途騎乗FEI世界エンデュランス）決勝戦へと導く。
2006年2月11日に副大統領と首相に就任して以来、アラブ首長国連邦政府の主な改革に乗り出し、2007年4月にアラブ首長国連邦の連邦政府戦略を始める。2010年に、アラブ首長国連邦を2021年までに「世界で最も良い国の1つ」にすることを目的としたアラブ首長国連邦ビジョンに着手する。精力的で権力に富む統率力を具体化し、誓約を交わして行動し実行する。卓越し、優れたものだけを強く求める。
現在、豪華なビジネス目標に向けてドバイの転換を図る責任を負っている。エミレーツ航空（アラビア語: الإمارات 、英語: Emirates）やドバイ・ポーツ・ワールド（港湾管理会社、アラビア語: موانئ دبي العالمية、英語: DP World、Dubai Ports World）および高級ホテルチェーンのジュメイラ・インターナショナル（ジュメイラ グループ）を含む多数の主要企業の立ち上げおよび経営だけではなく、世界都市（グローバルシティ）にドバイを成長させる計画の重鎮である。その大部分はマルチ型多角経営や投下資本を有する持株会社のドバイ・ホールディング（Dubai Holding）により保持されており、現在、会社の99.67パーセントの株式を所有している。
これまでテクノロジーパークおよびエコノミック フリーゾーン（ジュベル・アリ・フリーゾーン）（ジュベル・アリ）のドバイ インターネットシティ、ドバイ・メディア・シティ、ドバイ国際金融センター、パーム・アイランドおよび象徴的なブルジュ・アル・アラブの建設を含むドバイの多数の経済的転換プロジェクトの構築を監督した。また、世界で最も高い超高層ビルであるブルジュハリファの建築を指揮している。
アラビア生まれの詩人としても評価されている。

## 若年期と教育
祖父であるシェイク・サイード・ビン・マクトゥーム・アール・マクトゥームの家で育てられた。アール・マクトゥーム家は、バニ・ヤス連邦に属する部族の一派であるアルブ・ファラーサの血筋を引き、当連邦は現アラブ首長国連邦における大部分の期間を通じて支配的権力を握る部族連邦であった。ドバイの統治者としてのアール・マクトゥーム家の在位期間は、1833年に始まる。当時のほとんどの移民地域と同様に連邦は実に小さい町であったが、アール・マクトゥーム家の到来により変貌を遂げ、ドバイは世界各国から旅行者やビジネス経営幹部を惹きつける大都市の1つとなっている。
両親の下で幸福な子供時代を過ごす。4歳の時からアラビア語とイスラム教義の個人家庭教師がついた。1955年、デイラ地区にある小さい小学校のアルアハメディア校で正式な教育を受け始め、文語アラビア語、英語、数学、地理および歴史を勉強する。10歳の時にアルシャーブ校に移り、2年後にドバイ中等学校に進学した。子供の頃、祖父が開催するマジュリスに出席していた。1966年に、従兄のムハンマド・ビン・ハリーファ・アール・マクトゥームと一緒に英国のベル教育委託機関の英語スクールに通った。その後、英国南東部ハンプシャー州のオールダーショットの町にあるモンス士官幹部養成学校（後のサンドハースト王立陸軍士官学校）で学び、上級下士官に昇級。イギリス連邦の士官候補生の首席学生として評価され、名誉の剣が贈呈されて卒業した。また、パイロットの訓練を受けるためにイタリアへも行っている。

## 国務大臣
軍事分野および他の内政問題において抜け目がないことで有名である。軍事訓練を終えてドバイに戻ると、父親からドバイ警察および後のアラブ首長国連邦軍の傘下となる国防軍（陸海空軍、防空軍、準軍事組織の警察軍を含む連邦軍は国防軍と呼ばれ、アブダビ、ドバイ、ラアス・アル＝ハイマの3首長国は首長国軍を保有しており、UDF（アラブ首長国連邦軍）から地域コマンドと呼ばれている）の長官に任命される。
1968年1月、ドバイ首長のシャイフ・ラーシドとアブダビ首長のシャイフ・ザーイドがドバイとアブダビ間にある砂漠のアルゴウ・エル・セディラ（Argoub El Sedira）で初めて2首長国での連邦結成に関して会談を行ったときに若くして出席。休戦協定締結国家からの撤退要請を目的とした英国への通知に続き、アラブ首長国連邦の結成に合意した。引き続き連邦の体制確立に力を尽くし、1971年12月2日に6首長国の代表がアラブ首長国連邦の結成を謳う暫定憲法に署名してアラブ首長国連邦が新しく建国され、その際に最初の国防大臣に就任した。
アラブ首長国連邦の結成後、新しい国境を跨いだ土地をめぐる部族間の小競り合いなど不確実で不安定な期間が続いた。1972年1月24日、国外追放になった シャールジャ首長国前首長サクル・ビン・スルタン・アル・カシミが統治者ハリド・ビン・ムハンマド・アル＝カースィミーに対して反乱軍クーデターを起こした。アラブ首長国連邦軍と大半がラアス・アル＝ハイマからアラブ首長国連邦に入国したエジプトの雇い兵から構成されたサクァ軍との間の激しい銃撃戦の後、シェイク・ムハンマドはサクァの降伏を受け入れた。シャイフ・ハリドはその戦闘で殺害され、兄のスルターン・ビン・ムハンマド・アル＝カースィミーがシャールジャの首長としての地位を継承した。アール・マクトゥームは、世界で最も若い国防大臣であったにかかわらず、1年も経たないうちにアラブ‐イスラエル紛争（中東戦争）の間に割り当てられた重大な責任に取り組み、その間に国家の連邦国防軍を結成しようとしていた。
アール・マクトゥームはスキポール空港を出発した日本航空404便をハイジャックしてドバイに着陸させた、日本赤軍の丸岡修率いるハイジャック犯と、長期にわたる交渉を行った。彼は人質解放には成功しなかったが（犯人グループは最終的にリビアで投降後に国外逃亡し、同機は爆破している）、後にオランダKLM航空861便の3人のハイジャック犯との交渉では247人の乗客および8人の乗務員の人質解放に成功し、航行の安全保障と引き換えに飛行機を引き渡した。
更に、アラブ首長国連邦軍は1976年に最初の国際任務を引き受け、レバノン内戦時にレバノンに軍の派遣を指令し、問題を抱えた当地の平和維持の使命の下にアラブ国防軍に参加している。
2006年にオーストラリアでマクトゥーム・ビン・ラーシド・アール・マクトゥームが死亡し、ドバイの皇太子だったアール・マクトゥームが2006年1月4日にドバイの統治者となった。1月5日に最高評議会の議員がアラブ首長国連邦の副大統領に任命。2月11日に、アラブ首長国連邦大統領のシャイフ・ハリーファ・ビン・ザーイド・アール・ナヒヤーンによって首相に指名され、アブダビのアル・バティーン宮殿で宣誓を行った。ドバイを世界地図に載せることで歴史を作り、賢い優れた指導者として国家に比類のない方向付けを行った。2007年4月17日にアラブ首長国連邦政府戦略の地図を公開。持続維持が可能な開発・発展を達成し、更に効果的に連邦資金を投資し運用するものであった。最も注目に値する達成の1つは2007年のムハンマド・ビン・ラーシド・アール・マクトゥーム基金の立ち上げである。
2024年7月14日に内閣改造が行われたことが発表され、ムハンマドはアラブ首長国連邦の独立以来務めてきた国防大臣を退任し、息子のハムダーンが引き継いだ。

### ドバイの皇太子
1995年1月3日、兄マクトゥーム・ビン・ラーシド・アール・マクトゥームはふたつの政令に署名しムハンマドをドバイの皇太子に任命した。[23]皇太子に任命された当時のシェイク・ムハンマドは、ドバイ警察署長に就任後、1971年12月9日から国防大臣を兼任していた。 皇太子に任命された当時のシェイク・ムハンマドは、ドバイ警察署長に就任後、1971年12月9日から国防大臣を兼任していた。  
彼は1995年末にドバイ・ショッピング・フェスティバルを創設した。このイベントは毎年開催され、アラブ首長国連邦の経済に大きく貢献している。
2001年、アール・マクトゥームは政治的腐敗に対する毅然としたゼロ・トレランス方式政策を示すために、ドバイ税関長官および世界税関協会議長だったオバイド・サクァ・ビン・ブシットの逮捕を命じた。ブシットと2人の補佐官、他の3人の従業員は、汚職・収賄の疑いで2年間の調査を受けていた。この逮捕劇は大きな衝撃を巻き起こし、同月末には公職者の逮捕が相次いだ。合計で幹部6名を含む14名の官僚が、汚職に関する罪で逮捕・起訴された。汚職官僚は公に名指しされ、異例なほどの不名誉に晒された。[25]2008年、調査団により、ドバイ国有不動産会社デヤールの汚職が発覚した。調査団には、アール・マクトゥームにより精査のための前代未聞の権限が与えられ、少なくとも4名の逮捕につながった。会社のCEOは、権力の悪用による20億ディルハムの横領で起訴され、10年の禁固刑の判決が言い渡された。アール・マクトゥームは、仕事ぶりを確認するために閣僚のオフィスを抜き打ちで訪問してた。2016年にドバイ土地局のオフィスに誰もいなかった時、アール・マクトゥームはその場にいなかった事務局長を解雇した。解雇された局長は全員ドバイ政府が雇用していた。

## ドバイの統治者、副大統領、首相
約10年の慣例の期間を経た後、マクトゥーム・ビン・ラーシド・アール・マクトゥームの死後の2006年1月4日にドバイの統治者となった。翌日、連邦国民評議会からアラブ首長国連邦の副大統領に任命された。2月11日、評議会は大統領 シャイフ・ビン・ザーイド・アール・ナヒヤーンがアール・マクトゥームを首相に任命することを承認した。
2007年4月、シェイク・ムハンマドは、連邦政府と地方政府両方のレベルでの連邦のガバナンスの戦略的見直しを発表した。アラブ首長国連邦政府戦略は、政府内の調整力や戦略的計画の欠如、政策立案の問題、法律や規制の枠組みの欠陥に対処するための戦略的改革プロセスで、社会と経済発展、公共部門の開発、司法と安全、インフラ、農村開発の改善に取り組んだ。
続いて2010年2月には、長期的な戦略と国家的なアジェンダである「ビジョン2021」が発表された。 
2000年4月、アール・マクトゥームはドバイのデジタル化を発表し、その半年後に首長国はジュメイラ・ビーチ・ホテルでドバイの電子政府ポータル「Dubai.ae」を開設した。2011年、アール・マクトゥームはアラブ首長国連邦のデジタルへの移行を発表した。2011年には、請求書支払プラットフォームを立ち上げた。 
通常、アラブ首長国連邦の外国人居住者または「駐在員」が持っているのは、有効期間2年または3年で更新可能な就業ビザだが 2018年、シェイク・ムハンマドは、需要が高い専門家、学者、長期投資家を対象とした有効期間5年および10年のビザを発表した。2019年5月には、アラブ首長国連邦の「ゴールドカード」または永住ビザを発表した。投資家やヘルスケア、エンジニアリング、サイエンス、アート業界の専門家も永住ビザの追加対象となった。この永住ビザ制度により、海外からの投資の促進、起業の奨励、優れた才能を持つエンジニア、科学者、学生の誘致が期待された。総投資額が1,000億ドルを超える6800人の投資家が、「ゴールドカード」の第一次取得者となった。 
アール・マクトゥームは2015年にジェンダーバランス協議会を設立した。アラブ首長国連邦内での女性への権利拡大について「議論に参加できて光栄だ」と語っている。 
2021年1月、アール・マクトゥームは投資家や「優秀な」外国人にアラブ首長国連邦の市民権を与えることを発表した。同年3月にはリモートワークビザの導入を発表した。このビザがあれば、国外の企業に勤めていてもアラブ首長国連邦国民以外の者がアラブ首長国連邦からリモートで生活・勤務することができる。また、全国籍を対象としたマルチ観光ビザも発表された。このビザは5年間で複数回の入国（1回の入国につき有効期間は90日）が可能で、アラブ首長国連邦の経済強化を見込んでいる。

## ビジネスキャリア
20世紀初頭までにドバイは着実に国家として確立され、人口は 10,000人に達する。デイラ地区は、約1600軒の家に、主にアラブ人、また現在のイラン、パキスタンおよびアフガニスタンの一部の地域から移住してきたイラン人、パレスチナ人、バルーチスターン人が居住し、その時点で最も人口密度が高い地区だった。彼は、2006年に統治者として兄から在位を引き継ぐ以前から現代ドバイの顔であった。1990年中頃から事実上の指導者としてドバイを統治し、驚異的な社会、文化および経済変化を遂げた期間にドバイに一貫性と持続性をもたらした。
ドバイの石油の責任を一手に引き受けている。アラブ首長国連邦は世界で7番目に大きい石油埋蔵量を有するが、その大部分はアブダビに集中している。現在の産出レベルでは、埋蔵量は僅か次の世紀までしか持たないと考えられており、国は如才なく識見のある未来の石油に取って代わる別の産業を検討している。ドバイは固有の先見の明もって新産業に取り組み、これは彼の見解と野心に縁るところが大きい。石油とガスの埋蔵量 は大きくないが、貿易のための近代的で効果的な経済構造基盤への融資、製造および観光に向けて資源が賢く運用されている。
2009年、ドバイ政府は政府系企業の債権者に債務返済繰り延べを要請し、世界株式相場が急落して世界経済に衝撃を与えた信用危機から回復し、経済破綻は彼の決断と措置で回避できた。
現在、ドバイをペルシャ湾岸地域の商業および観光の中心地にする構想を立てている。エミレーツおよびドバイ空港はその第一歩であり、そうした事業に関して、航空自由化協定を採択し、豪華な観光産業を構築した。
アール・マクトゥームは、多数のビジネスの構築と急激な成長、およびドバイの主要な経済資産に対して責任を負っており、ドバイ・ワールドとドバイホールディングの2つの会社で多くの割合で株式数を保有している。
ドバイワールドは2006年7月2日に、ロジスティクス株式会社のドバイ ポーツ ワールド、政府系不動産開発業者のナキール不動産、政府系投資会社のイスティスマール ワールドを含む莫大な資産を一元管理する持株会社として事業を開始した。世界の100を上回る都市で5万人以上の従業員を擁し、当グループは米国、英国、南アフリカに不動産、ロジスティクス株式会社および他の投資会社を有する。2009年にドバイホールディングは、ホスピタリティ、ビジネスパーク、不動産、4つの事業部門を通じた電気通信事業を発展させ管理している。4つの部門には、ジュメイラ・インターナショナル、テコム/TECOM インベストメンツ、ドバイ不動産グループおよびエミレーツ・テレコミュニケーションズ・コーポレーションが含まれる。部門を運営する会社の投資グループにはドバイグループとドバイインターナショナルキャピタルを含む。
また、不動産住宅開発業者、資産やイベント管理および投資会社のメラースホールディングの企業支配権を保有し、現在メラースは、ドバイでレゴランドやボリウッド映画テーマパークを含む多くの小売り、ライフスタイルおよびテーマのある開発を発展させている。2015年9月8日、メラースは「メラース アル シーフ」のショーケースを発表し、アルシーフ地方と平行して文化および歴史地区のアル・ファヒディ歴史保護区内で具体化している観光発展計画を進める。メラース アル シーフの建造が開始され、2017年に完了するように計画されている。
ドバイ国際空港と世界初の最大級専用空港都市であるドバイ ワールド セントラルの傘下企業としてアール・マクトゥーム国際空港の両方の開発を進めただけでなく、エミレーツ航空の設立に貢献している。更に、国有格安航空会社のフライドバイの建設の後ろ盾にもなっている。
2008年9月のリーマン・ショックによる金融危機で不動産ブームが縮小したことと相まって世界経済が悪化している中、2009年11月25日、ドバイ政府がドバイ・ワールドの債権者に対し、40億米国ドルを含む600億ドル近い全債務に関して返済期限を半年以上繰り延べる要請を出し、再度、世界的株価の下落を引き起こした。2012年12月12日発表の「ドバイ経済2012」のレポートによるとドバイ経済はドバイショックから回復したことを示している が、この時期に多くの日本企業が中東地域から撤退している。

### エミレーツ航空の設立
アール・マクトゥームは、1970年代を通じドバイ国防軍長官とアラブ首長国連邦国防大臣としての役割を務めると同時に、ドバイのエネルギー資源を監視し、ドバイ民間航空の責任者も務めた。1985年3月にドバイ「オープンスカイ」ポリシーに関してバーレーン国営航空会社ガルフ・エアと対立後、エミレーツと名付けた新航空会社の設立と同時に、英国の実業家のマーライス・フラナガン氏に当時のドバイ国営航空会社旅行代理店|DNATAの創業およびCEOの任務に就かせたのは上述のドバイ民間航空の職務であった。リースされた２機の機材とボーイング737型機、エアバス300－B4型機でドバイから最初の路線を開設。航空会社の設立予算は約1000万ドル（フラナガンが航空会社設立に必要であると申請した金額）で、就航飛行は1985年10月25日に行われた。設立時に自身より若い叔父のアフマド・ビン・サイードを新会社の会長にする。更に施設と機械材料に約7500万ドルが提供されたが、エミレーツは世界の主要な航空会社の1つとなる会社の華々しい発展を通してドバイ政府からの出資助成金を受け取ることは一切なく、配当金で借金を返還したとしている。
1989年、最初のドバイ航空ショーに着手し、空軍のアクロバット飛行チーム「アル・フルサン（Al-Fursan）」をはじめとする各国のチームによる曲芸飛行や各社の戦闘機による展示飛行などが行われ、2年毎に開催される。2013年にはそのイベントは1,000社以上の展示にまで発展し、ジェット航空機の発注額が1620億ドル（約20兆円）にのぼり、エミレーツは航空史上最大級の航空機発注を行ってエアバスA380型機50機とボーイング777X型機150機で合計990億ドルの発注を発表した。2014年にはハイデラバード航空ショーでの初披露のためにエアバス380型機をインドに運搬する。世界のトップブランドを選ぶ英国の調査会社「ブランド・ファイナンス社」による2014年「ブランド・ファイナンス・グローバル500」で「世界で最も価値あるエアラインブランド」に3年連続で選ばれ、翌年の2015年にはトップ200社の中にランクインした。2015年11月8日に開幕したドバイ航空ショーでは、これまでの初日恒例のジェット旅客機の大型発注の続出は見られず、航空機業界への投資家は販売ブームの終結と見ている一方、エミレーツ航空は140機を発注。欧州、アジア、アフリカの中間にある地理的優位性を生かして世界シェアの拡大を目指す。

### ドバイ ポーツ ワールド
1991年、ジュベル・アリ港、フリーゾーン（ジュベル・アリ・フリーゾーン）、ラーシド港を合併し、ドバイ港湾公社を結成する。1999年には、ドバイ ポーツ インターナショナルを設立し、海外企業の買収や経営契約を検討する。ドバイ ポーツ インターナショナルは、2005年にドバイ・ポーツ・ワールドを結成するためにドバイ港湾公社に組み入れられる。2006年に当会社は英国の船舶会社であるP&Oを70億ドルで買収。これに関して米国の多数の政治家やロビイストが、P&Oの買収の一部として同社により運営されていた全米の6か所の港湾の安全保障に関して懸念を呈し、後に投資の自由か米国のインフラ防衛のどちらを優先するかというドバイ ポーツ ワールド論争に繋がった。その後、ドバイ ポーツ ワールドは問題となった港湾を売却した。
採算の取れるグローバル企業のドバイポーツ ワールドは、現在、世界で最大の港湾ターミナル運営を行う巨大港湾会社の1つとなっている。6か国に亘って60以上のターミナルを運営し、収益の80パーセントはコンテナの取扱いによるものであり、それにはインド、アフリカおよび中東の新しい発展就航を含む。

### ブルジュ アル アラブとジュメイラグループ
ブルジュ・アル・アラブは、1999年12月に操業を開始。ドバイ政府観光・商務局の5段階の格付けによると「5つ星」の最高級ホテルではあるが、通称「7つ星ホテル」と呼ばれる世界で最も豪華なホテルである。アール・マクトゥームが「世界で最も豪華」という評判を象徴するに相応しい建物を建設するように概要を簡単に説明したのに応え、WS アトキンス社英語版がデザインしてアラビアのダウ船の優美な帆を模してデザインされ、アラビア船の帆の形になったホテルである。ホテルは、1997年にアール・マクトゥームが運営会社を設立し、前トラストハウスフォルテの幹部のジェラルド・ローレス英語版が当ホテルの事業を進めた。ジュメイラ・ビーチ・ホテルがジュメイラグループによって最初に運営・管理された不動産で、ブルジュ アル アラブは、その建設場所から離れた沖の人工島に建設された。実際には両方のホテルで同時に操業が開始されたが、人工島の増設に2年の歳月がかかり、ブルジュアルアラブのホテルの建物を地盤に建造し完成するまで3年の歳月が費やされている。その以降のジュメイラグループの国際的な展開は、2004年にドバイホールディングの傘下企業となった後に推進されて著しく進み、10か国で22のホテルを含む。
有名なジュメイラ海岸の沿岸と増進するドバイの都市から280メートル離れたペルシア湾の海上に造られた人工島にそびえ立ち、繁栄を示す象徴的な超高層ビルで、現代建築の最高傑作であり、世界で最も絢爛華麗たるホテルである。高さは321メートル。ドバイ市から20キロ以内に位置する。ドバイの海岸線を見下ろし、夜には水と炎を表す演出された照明で照らされ、個性的で煌びやかな印象深いホテルである。英語版

### ドバイインターネットシティとテコム/TECOM
1999年10月29日、彼はテクノロジーハブとジュベル・アリ・フリーゾーンに設置した自由貿易地域（自由貿易協定）のジュベル・アリ・フリーゾーンのドバイインターネットシティ（以下、DIC）Home 英語版を発表した。同自由貿易地域には約1500社（日本企業約60社）が進出。物流・情報のハブとなることを志向し、外国資本の導入と世界の最先端技術の取り込みを目的として、会社の長期リース、全所有権および政府サービスへの迅速なアクセスを提供し、2000年10月の最初のテナントから約15,000人を雇用する現在の地域に成長した。2000年11月にDICと同じ場所に隣接して拠点を置くコンテンツとメディアプロダクションのフリーゾーンであるドバイメディアシティ（以下、DMC）と提携。DMCの設立は、メディアの自由に関してアール・マクトゥームからの保障が付いている。
DIC は、多様な技術と業界専門家を有する広範囲に及ぶ多言語人材銀行へのアクセスを提供する。最先端のオフィス、堅固なIT基礎構造、24時間セキュリティ、小売りサービスおよびホテルを含む多岐にわたる施設を提供し、ビジネスパークの固有かつ落ち着きのある地形に散在し、また情報通信技術ICT（情報技術）の発達、革新および成長に役立つ環境にある。
DIC は、In5Home 英語版 新興企業革新ハブとファーストステップのビジネスセンター構築を通して企業家や新興企業、中小企業（SME）を支援し助成する大胆な構想の指揮を取った。In5 は、ドバイでエコシステムを始動する新興企業を更に発展させ、経済基礎構造を提供し、財政的支援にアクセスし、活性化させる力で起業家に対する労働環境を保障するために起業家精神や新機軸を育成し、促進することを目的としている。
2003年に確立されたファーストステップは、ドバイで最初の固有のビジネスセンターの1つで、立ち上げ、SMEおよび多国籍企業が UAEの商業界へ迅速にアクセスできるようした。 経営上の支援、使用許諾、家具付の即使用可能なオフィススペースを含む多数のサービス提供を通して、ファーストステップは更に展開していくための良い位置を獲得するまでビジネスの成長を育成していく。
2007年 に地方のジャーナリストが名誉毀損で告訴され拘留刑の判決を受けた事件に続き、当ジャーナリストの収監を禁止する法令を発令している。
それ以来、インターナショナルメディアプロダクションゾーン、ドバイシリコンオアシス、ドバイスタジオシティ、ドバイヘルスケアシティ、ドバイインダストリアルシティHome 英語版およびドバイナレッジビレッジを含む多数のメディアとテクノロジー関連のフリーゾーンが、ドバイの持株会社TECOMHome 英語版 によって開設されている。

### パームアイランド
彼は、ドバイの沖合の不動産物件を最大化し、初の人工島のパームアイランドを造設する計画の発表を行った。最も小さい中央の島の最長の前面は海岸から1マイル（約1.6キロメートル）近く離れ、両側に地所を有する。1993年にドバイ初の人工島建設が始まり、有名な7つ星ホテルであるブルジュ ブリ アラブの本拠地となる。人目を引く建造物が周囲の超高層ビルを背景にしてそびえ立ち、その位置の919フィート（約280メートル）は海にでており、すぐ近くのビーチリゾートに影を落とさないように配慮されている。ブルジュ ブリ アラブの沖合のビジネスの成功は、更にもっと壮大な計画の設計の構築に寄与した。
国営企業のナキール不動産は、アール・マクトゥームが大部分の株を保有する投資持株会社のドバイワールド（上記ドバイポーツワールドも所有）の傘下企業で、3つのパームアイランドと多数の小島のワールドを開発したが、2009年の世界的な金融危機で中止された。最小規模のパームアイランドのパーム・ジュメイラは完成し、2007年の夏に最初の居住者を受け入れ、英国出身の元サッカー選手のデビッド・ベッカムが小区画の土地を所有している。2008年に高級ホテルのアトランティス・ザ・パームが完成している2番目のアイランドのパームジェベルアリでは埋め立て地は完成したもののそれ以上は開発されなかった。最大規模のパームデイラは規模が縮小され、デイラ・アイランドと名称が変更されて、2013年に干拓が進められ再着手された。

### ブルジュ ハリファ
ブルジュ・ハリファは、2010年1月4日、ドバイの大都市の上空828メートルまでそびえる世界で最も高い超高層ビルとして完成し、オープニングセレモニーでは約1万発の花火が打ち上げられた。162階建てのタワー型のデザインは、ドバイ地域の文化的影響と最先端のテクノロジーを組み合わせて、極端な砂漠気候の下で優れた機能を発揮できる。大きな多目的建造物のブルジュハリファは、ドバイ開発・発展の中心を形成し、オフィス、世界でも最も大きいショッピングモールの1つであるドバイ・モールのリテールアウトレットアウトレットモール（1200店舗入居）、個人用住居ユニット、ジョルジオ・アルマーニホテルHome 英語版が含まれている。Y字型の床は、ペルシア湾の展望が最大限に見えるように設計されている。地上レベルは、広い公園で囲まれたグリーンの空間、水の様相を用いた施設、歩行者に優しい大通りに囲まれている。タワー全体の外観のデザインは、地域の砂漠の花の放射状形状とイスラム建築を具象化する様式の系統から着想を得たものである。強化コンクリート（繊維補強コンクリート）と屈折率の低いガラスのクラッドで覆って建てられ、タワーは中央強化核心部の周囲に配置された造形構成部で構築されている。平面の床からタワーが立ち上がっているので、上へ行くにしたがって各構成部は螺旋状を取りながらセットバックが生じて上階の床面積が狭くなっていく。 先端では中央のコアが表面に突出し、尖塔を形成する。 その新記録の高さ以上に、新構造および建設効率を組み込んで素材の使用と浪費を削減している。これには「空供給」換気システムが含まれ、建物の頂上から涼しい湿気の少ない空気が下りてくる。タワーには、世界で最も大きい復水回収システム（復水器）が設置されている。

### ドバイ女性協会
アール・マクトゥームは、2006年第24号令（後2009年第36号令に変更）による連邦法を発行して、アラブ首長国連邦で女性がリーダーシップを発揮することを推進し、職場での男女平等問題 に取り組み、アラブ首長国連邦の女性の職業専門能力を育成開発することを目的としたドバイ女性協会, を設立した。 
2015年、アール・マクトゥームは2015年第6号令を発行し、設立のための委員会を編成した。 この委員会は、彼の長女であるシェイク・マナール・ビント・ムハンマドが指揮した。 

### UAE100周年プラン2071
2017年3月、アール・マクトゥームは、建国から1世紀を迎えるタイミングで、「2071年までにアラブ首長国連邦を世界で最も優れた国にする」ための50年間の政府戦略「UAE100周年プラン2071」プロジェクトを発表した。 このプロジェクトは、教育、経済、政府の発展、社会的結束に重点を置いていた。 2017年10月、彼はプロジェクトの第一弾となる「UAE人工知能戦略」の立ち上げを発表した。 このプロジェクトは2018年11月にスタートし 、その時点で7つの関連戦略に着手した。

### エミレーツ・マーズ・ ミッション
アール・マクトゥームは、2015年に自分の名を冠した「ムハンマド・ビン・ラシッド宇宙センター」を設立した。 同センターは、惑星の大気を調査するために火星に宇宙船を打ち上げることを発表した。 アール・マクトゥームは、「壮大な挑戦」のために火星を選んだが、これはアラブ首長国連邦の経済にも貢献するだろうと述べた。
2021年2月9日、アール・マクトゥームは、軌道投入ミッションが成功したことを発表し 、センターを賞賛した。  その1週間後、彼はホープが撮影した最初の写真をツイッターで公開した。これは2020年7月に火星に向けて打ち上げる3つのミッション（他は米国と中国のミッション）のうち、最初に火星に到着した火星探査機だった。  これはアラブ初の宇宙計画となった。

### ビジネスキャリア
アール・マクトゥームは、ドバイの数多くのビジネスや経済資産の創設と成長に尽力し、彼が所有する2つの会社ドバイ・ワールドとドバイ・ホールディングがその資産の大半を保有している。 
ドバイ・ワールドは物流会社の DPワールド、不動産開発会社のナキール不動産、投資会社イスティスマールの資産を統合した持ち株会社として、2006年7月2日に発足した。この企業は世界100都市以上に5万人以上の従業員を擁し、米国、英国、南アフリカで不動産や物流などの事業投資を行っていて、ドバイの急速な経済成長の大きな要因となっている。 
ドバイ・ホールディングは、ジュメイラ・グループ、TECOMインベストメンツ、ドバイ・プロパティーズ、エミレーツ・インターナショナル・テレコミュニケーションズの4つの事業部門で観光、ビジネスパーク、不動産、通信などの開発と管理を行っている。同社の投資グループ事業部門にはドバイ・グループとドバイ・インターナショナル・キャピタルが含まれる。  
店やライフスタイル、テーマパークの開発を行っている不動産開発会社、資産・イベント管理会社、投資会社メラースの支配権を保有している。

### ムハンマド・ビン・ラーシド政治学校
ムハンマド ビン ラーシド政治学校Home 英語版（前ドバイ政治学校）は、アラブ首長国連邦＆アラブ世界の卓越した統治および行政に重点的に取り組む初の教育および学問的な研究機関である。005年に設立された同校は、効果的な公共政策のための地域能力の向上による統治の推進と支持を狙いととしている。学校は具体的実効的な国政を目指し、地域の能力強化や体系的な教育、訓練、研究、学問を通して将来のリーダーを育て、統治における優越性を促進し、指示することを目的としている。この目標に向けて、当校では研究やトレーニングプログラムにおいて地域や海外の機関との連携と協働を維持し、政策フォーラムや国際会議を開催し、アラブ世界の公共政策に関する意見交換や批判的な議論の促進を図っている。当校の運営は、ハーバード大学大学院のケネディスクールと連携して発達したグローバルな ベストプラクティスの上に成り立っている。同校では、応用研究や公共政策・経営の修士号取得、上級官僚や経営者を対象とした幹部教育、学者や政策立案者を対象としたナレッジフォーラムなどの研究・教育プログラムをサポートしているまた、地域的あるいは国際的な幾つかの政府や私立機関とも提携し共同で行っている。
トレーニングプログラムの全体的な企画と実施は、科学的な思考の土台の上に築かれ、アラブ行政の現実によって鼓舞され、問題を提起する視野を有し、将来の指導者がアラブ世界の様々な役割において行政と向かい合う挑戦に対処するのを支援する。研究およびトレーニングプログラムの目標に向けて地域的および世界的機関と連携および協力を維持し、国際的あるいは地域的なカンファレンス、専門分野別のワークショップが企画され、フォーラムを開催してアラブ地域と世界とのアイデアや知識を交換する。 更にアラブ世界における政策に関する見解のやり取りを促進し、重要な議論を展開する。
学校は、下記の研究および教義のプログラムを支援している：
- 政策および管理における応用研究
- 政策および行政における修士学位
- 上級官吏および幹部の管理職教育
- 学者および政策立案者のナレッジフォーラム4

#### イスラエルとの和平協定
2020年8月、米国トランプ政権の仲介により、イスラエルとアラブ首長国連邦は国交正常化協定を締結した。 [24] 2021年10月、アール・マクトゥームが率いるアラブ首長国連邦の閣僚評議会は、イスラエルの和平合意を採用し、公式に関係を正常化したと発表した。 
同じくアール・マクトゥームの指揮により、評議会は1月にテルアビブにアラブ首長国連邦大使館を設立することを承認した。 [25] 2021年2月、アール・マクトゥームは、アラブ首長国連邦の初代駐イスラエル大使としてマフムード・アル・カジャを任命した。

#### ドバイ政府エクセレンス・プログラム
1997年、アール・マクトゥームは、政府部門の国際的な品質基準を定めた「ドバイ政府エクセレンス・プログラム」と「ドバイ政府パフォーマンス賞」を立ち上げた。このプログラムは、アラブ首長国連邦の政府部門において必須である。 
ドバイ2040
2021年3月13日、アール・マクトゥームは、当時の人口が580万人に増加すると予測されること(6)から、市内の住宅・経済開発の準備 [34]、公共のビーチエリアの増設、ドバイの大部分を自然保護区にすることを目指す都市再開発計画 「ドバイ2040都市マスター計画」を発表した (6)。この計画は、歴史的に有名なデイラやバール・ドバイ と新たに建設される3つの都市センターなど5つの都市センターを中心に、公共交通機関の利用を増やし、ドバイの投資家への関心を高めるための史上7番目の計画である。

### 政治的腐敗への攻撃
政治的腐敗に対する毅然としたゼロ・トレランス方式を打ち出し、2001年にドバイ税関長官および世界税関協会議長のオバイド・サクァ・ビン・ブシットの逮捕を命令する。ムハンマド・ビン・ラーシド政治学校（旧ドバイ政治学校）は、アラブ首長国連邦とアラブ世界を中心とした公共政策と統治を対象とした学術研究機関である。ブシットと2人の助手、3人の他の従業員は2年間に亘る汚職・収賄調査の容疑者だった。注目を浴びた逮捕は広範囲に及んで衝撃を巻き起こし、その月の後半に多数の汚職官僚の逮捕が続いた。全部で6人の上級官吏を含む14人の官僚が逮捕され、汚職関連の犯罪で告発された。汚職官僚は公に著しく名指しされ、不名誉に晒された。ずっと最近になり、景気の悪化によってドバイのバブルに終焉の兆しが訪れ、それと同時に国有会社の経営の在り方に監視が厳しくなり、国有のドバイ不動産会社であるデヤール社の汚職関連の問題も明るみに出た。調査チームは、アール・マクトゥームにより緻密な調査のための前代未聞の権力が与えられた。会社のCEOは、権力の悪用による20億 ディルハム（約66億円）の横領で起訴され、10年の禁固刑の判決が言い渡された。

### ドバイ金商品取引所
アール・マクトゥームは、2005年に中東初の電子商品・デリバティブ取引所であるドバイ金商品取引所（DGCX）を立ち上げた。 
その取引プラットフォームであるEOS Trader Platformは、2013年3月に開設された。 2019年、同取引所は2,306万の契約を取引したと発表した。  
2019年時点で、ドバイには金関連に従事する企業が4,000社以上あり、2018年末の金と貴金属の総売上高は7,460万ドルに達している。

### ドバイ国際空港
ドバイ国際空港は、1959年にアール・マクトゥームの父であるシェイク・ラシッドによって設立され、アール・マクトゥームの指示により拡張された。 
その際、第3ターミナルとコンコースA、Bがオープンし 、エアバスA380型機専用の宿泊施設も設置された。 
この空港は、格安航空会社フライドバイの拠点となっている。  
2013年、この空港はアラブ首長国連邦のGDPの約27%にあたる260億ドル以上の貢献をし、アラブ首長国連邦の労働力の約21%（416,500人）を支えていた。
2020年、アール・マクトゥームは、2014年に同空港がヒースロー空港を抜いて世界で最も利用量が多い空港となったことを祝福した。 2018年12月には、空港の10億人目の乗客の到着を祝ったが 、乗客の半数が2011年以降にドバイを通過している。 

### アール・マクトゥーム国際空港
ドバイ・ワールド・セントラル と呼ばれるアール・マクトゥーム国際空港は、2010年6月に運用を開始し 、2013年10月に乗客に開港された。
この空港は、ジュベル・アリに建設された「空港都市」ドバイ・ワールド・セントラルの中核施設として設計され、広さは54平方マイルに及ぶ。
シェイク・アール・マクトゥームは2010年7月に第1期工事を開始し 、2013年に空港を開港し、2014年には設計計画を承認した。 
この空港は世界最大の空港として設計されていて、第1期拡張工事では1億2千万人の乗客と100機の2階建て巨大ジェット機「エアバスA380」を受け入れることを想定している。
ピーク時の空港の容量は、1億6千万人 から2億6千万人 の乗客と、1,200万トンの貨物を想定している。
2018年には、拡張計画が延期されたと報じられた。  
プロジェクトの総費用は800億円以上になると予想されている。 

### フライドバイ
フライドバイは、ドバイで設立された最初の格安航空会社で、 2008年にアール・マクトゥームがこの名称を承認した。
ニュースでは、フライドバイの運営はエミレーツ航空とは別になると報告された。
2009年6月1日、ベイルートへの初飛行が行われ、 翌年には予算が倍増した。 
フライドバイは、アラブ首長国連邦で唯一の737 Maxオペレーターである。 2019年、この航空会社は設立10周年と7,000万人目の乗客を迎えた。 
エミレーツ航空と同様、フライドバイは国の投資公社であるドバイが所有している。

### ドバイ・インダストリアル・シティ
ドバイ・インダストリアル・シティ（DIC）は、ドバイ・ホールセール・シティの一部として指定された、アラブ首長国連邦の工業分野の推進を目的とした施設で、アール・マクトゥームがドバイ皇太子だった時代に、同氏の指示により立ち上げられた。
2006年には4億3600万ドルの労働者プロジェクトに着手し 、2009年には64のショールームを新設した。 
2015年、この部門は前年比59%増の利益を発表した。2020年、DICは新型コロナウィルス感染拡大に際して、その保管機能を使って人道支援を行った。
2021年3月、アール・マクトゥームは、10年間で同セクターの貢献度を高める「Operation 300bn」を開始した。

### パレスチナへの援助
シェイク・ムハンマドは、イスラエルとの紛争においてパレスチナの大義ために多くの慈善寄付を行ってきた[。
これには、ガザ紛争（2008年-2009年）にガザに600戸の住宅を提供したことや、パレスチナ人との連帯を示すために新年の祝賀行事やドバイ・ショッピング・フェスティバルの公式オープニングを中止したこと、1948年パレスチナ難民問題におけるパレスチナ難民のための寄付などが含まれる。
この出来事に対して広がった大衆の反応と著名な連邦の市民からの寄付の高まりを反映して、パレスチナの国民に対し、
2009年1月10日にバーレーンで開催された主なエンデュランス競技で獲得した勝利と賞金を捧げた。
シェイク・ムハンマドはしばしば2国間の紛争解決の必要性を指摘し、イスラエルとの関係の正常化前にパレスチナ問題に対する合意を交渉した。

### オランダでのモスク建築の支援
2000年、アール・マクトゥームは、オランダのロッテルダムにエスサラーム・モスクを建設するために400万€を寄付した。
2017年6月、「ムハンマド・ビン・ラシッド・アール・マクトゥーム・グローバル・イニシアチブ」の「コミュニティの強化」部門に、「ｖITA」と「シェイク・ムハンマド・ビン・ラシッド・トレランス・アワード」という2つの新しいイニシアチブが追加された。この点について、シェイク・ムハンマド・ビン・ラシッド・アール・マクトゥームは、「IITA設立に関する2017年法律第（9）号」、「評議員会の設立に関する2017年政令第（23）号」、」、「IITA取締役の任命に関する2017年政令第（28）号」を発行した。2017年政令第（9）号には、同法の規定と法令に基づいて運営される「シェイク・ムハンマド・ビン・ラシッド・トレランス・アワード」の創設が盛り込まれている。IITAの設立は、社会全体に寛容の精神を浸透させ、まとまりのある社会を構築し、、寛容のモデルとしてのアラブ首長国連邦の地位を強化するとともに、過激主義や宗教、性別、人種、肌の色、言語などによるあらゆる形態の差別を放棄することを目的としており、寛容と開かれた宗教間対話の促進に貢献するすべての団体や組織を表彰するものである。

### ドバイ・デザイン地区
ドバイ・デザイン地区（通称d3）は、アール・マクトゥームが2013年に立ち上げたデジタルメディア、アート、ファッション、デザイン市場を成長させるための「クリエイティブ・エコシステム」 である。年に一度のファッションの祭典であるのドバイ・デザイン・ウィークの拠点で、ショーディッチとニューヨークのミートパッキング地区をイメージしてデザインされている。この地区は、2021年までの都市開発計画「ドバイ2021年計画」 の一環として、3段階に分けて建設された。

## 家族
2012年4月現在で20人の子供達の父親となっている。2015年9月19日に長男ラーシド・ビン・ムハンマドが心臓発作で薨去（1981～2015）。

### 妃
- ヒンド・ビント・マクトゥーム・ビン・ジュムア・アール・マクトゥーム（英語版）（1979年 - ）

詳細な経歴などは全く紹介されていない。5男7女の母親。
- ハヤー・ビント・アル＝フセイン（2004年 - 2019年）

ヨルダン国王フセイン1世の三女。2007年10月に第1子アル＝ジャリーラ、第2子ザーイドを出産。

### ヒンド妃との息子達
息子達のうちの数人が2006年のドーハアジア大会におけるエンデュランス馬術競技で金メダルを獲得した。
- ラーシド（英語版）（1981年11月12日 -2015年9月19日 ）

- ハムダーン（英語版） (筆名はファッザ、1982年11月14日 - )

2008年2月1日にドバイ首長国の世子に指名された。ドバイ執行評議会議長、ハムダーン・ビン・ムハンマド電子大学（HBMe-U）学長を務めている。2008年12月にシェイハ・ビント・サイード・ビン・ターニー・アール・マクトゥームと婚約した。2024年7月14日の内閣改造で父ムハンマドより国防大臣を引き継いだ。
ちなみに「ハムダーン・ビン・ムハンマド」で「ムハンマドの息子ハムダーン」、「アール・マクトゥーム」で「マクトゥーム家の」の意味があり、「マクトゥーム家のムハンマドの息子ハムダーン」という意味になる。
- マクトゥーム（英語版）（1983年11月24日 - ）

2008年2月1日にドバイ執行評議会の第一副議長に任命された。
- アフマド (アッザム)（1987年2月7日 - ）

ムハンマド・ビン・ラーシド・アール・マクトゥーム基金の理事長を務めている。
- サイード（1988年3月 - ）

### ヒンド妃との娘達
- ヘッサ（1980年11月6日 - ）

2008年12月にサイード・ビン・ダルムーク・ビン・ジュマア・アール・マクトゥームと結婚した。
- ラティーファ（1989年3月30日 - ）

ドーハアジア大会における馬術の障害飛越競技で銅メダルを獲得した。
2009年2月にフジャイラ首長国の世子ムハンマド・ビン・ハマド・ビン・ムハンマド・アッ＝シャルキーと結婚した。
2021年、UAEから出国を試みた際に拘束され、別荘に1年以上監禁されているとする映像が公開された。
- マリヤム（1992年1月11日 - ）

- シェイハ（1992年12月20日 - ）

2009年10月にバーレーン王子のナーセル・ビン・ハマド・ビン・イーサ・アール・ハリーファ（ハマド・ビン・イーサ・アール・ハリーファの四男）と結婚した。
- ファーティマ（1994年7月22日 - ）

- サラーマ（1999年8月8日 - ）

- シャマ（2001年11月 - ）

### 他の女性達との間の子供達
母親の名前は公表されていない。
- マナール（英語版）（1977年11月12日 - ）

ムハンマドの第1子。アラブ首長国連邦副首相のマンスール・ビン・ザーイド・アール・ナヒヤーン（ハリーファ・ビン・ザーイド・アール・ナヒヤーンの弟）と結婚した。
2006年6月9日に第1子ファーティマ、2007年12月4日に第2子ムハンマドを出産した。
ドバイ女性組織（DWE）の会長を務めている。
- マイサー（1980年3月5日 - ）

- シャムサ（1981年8月15日 - ）

2000年頃、イギリス国内のムハンマドの邸宅から脱出。その後、見つけ出されてドバイに送還後、音信不通になっている。
- マンスール

- マージド（1987年10月16日 - ）

ドバイ文化芸術庁の長官を務めている。
- マルワーン（1983年3月20日? - ）

おそらくドイツ人女性との間の子供。

## スポーツへの興味
アール・マクトゥーム（以降、本項では慣例に従いシェイク・モハメドと表記する）は、サラブレッドの国際競走と生産の主要な大立者（オーナーブリーダー）である。ダーレースタッド（ダーレーグループ）を所有しており、米国、アイルランド、英国に牧場を有する世界で最大の馬の繁殖業務を行う。1985年にパークアピールという牝馬を購入、パークアピールはケープクロスをはじめ9頭の馬を輩出した。
「私の家系には馬に対する愛情が流れている。馬はアラブ民族によって何世紀にもわたり育てられ、狩り、戦争、アラブ史の象徴として使われたてきたことを忘れないで欲しい。乗馬は単に馬の背中に跨るという以上の意味がある。それは高潔さと騎士道である」-- ムハンマド・ビン・ラーシド英語版
子供時代から乗馬を学び、特に父親のシャイフ・ラーシドが上手に教えた。将来を約束された俊敏な運動選手で、テニスとフットボールで勝利を勝ち取った選手だったが、スポーツに対する真の情熱は馬術に集中している。
幼少時に（学校の登校途中に馬と朝食を取ったりしていた）馬をレースに参加させているが、1967年にニューマーケット競馬場で、兄のハムダーンと一緒に、ロイヤルパレスが勝利を収めた最初の正式なレース2000ギニーを観戦した。自己の権利で馬主になり、10年後にブライトン競馬場で所有馬ハッタが最初のレースで勝利する。その5年後に彼らは3つの種馬飼育場と訓練を受ける100頭の馬を所有した。
1981年の後半に、英国バークシャーのニューベリー近くにゲインズバラスタッドを購入した。アイルランドのカウンティティペラリー県バリーシーンスタッドを所有する。同様に米国ケンタッキー州のウッドフォード郡バーセイルズ市にゲインズバラ牧場株式会社を所有する。
シェイク・モハメドに成功をもたらしたものは単にお金だけではなかったことがすぐ明白になる。1992年までにドバイで馬の越冬を開始し、この頃からしばしば英国の調教師や専門家の助言に反対し始める。その後、自分の馬の相次ぐ勝利から注目を集め、1994年に兄のマクトゥームと共に競走馬の生産・管理・調教などを行う組織ゴドルフィンを設立して本格的に活動を開始した。他の馬主と共同所有する馬も多く、2008年のイギリスダービーを制したニューアプローチはその代表馬の1頭である。ゴドルフィンはシェイク・モハメドのアイデアで以前は不可能だった事が十分実行できることを知った。1995年に、レースに対する専門家から直接手取り足取りで訓練するハンズオンアプローチで筆頭調教師のヘンリー・セシルとの競馬に関する見解の不一致後にシェイク・モハメドの要求した馬が怪我をし、重大な決裂の結果に繋がった。セシルは議論を公にし、シェイク・モハメドは彼に預託した40頭の馬を全て彼の厩舎から引き上げた。
ゴドルフィンの初のイギリスクラシック競走優勝は、1994年の英国エプソムダウンズ競馬場エプソム競馬場で行われたオークスだった。制したのはバランシーン。前走のイギリス1000ギニーではこのレースが初コンビのランフランコ・デットーリを背に1着のラスメニーナスから短頭差で2着だった。このオークスを皮切りに、デットーリはラムタラ、デイラミ、ファンタスティックライト、ストリートクライ、スラマニ、ドバウィ、ラモンティなど、ムハンマドの所有馬、ゴドルフィン所有の名馬達と共に卓越した走りを記録していく。その名馬達の中でも傑出した名馬の1頭、ドバイミレニアムは2000年のドバイワールドカップをはじめ10戦9勝(デットーリ騎乗のレースでは9戦8勝)の成績を収め、種牡馬としてもドバウィを輩出したが、2001年に腸管運動の減退をきたすグラスシックネス疾患で急逝してしまう。デットーリは1994年から2012年までゴドルフィンと専属契約を結び、ゴドルフィンの主戦騎手を務めていた。
また、彼は1996年に世界最高額賞金を誇る競走のドバイワールドカップを創設し、伝説的な米国の競走馬シガーをドバイに招待、ドバイワールドカップへ出走させる事に成功した。今日、ドバイワールドカップを筆頭に高額賞金(2019年度の賞金総額は3600万ドル)を誇るレースイベント、ドバイミーティングのレースは全てメイダン競馬場で行われる(2009年まではナド・アルシバ競馬場での開催)。1999年にはエミレーツ航空をスポンサーとしてワールドシリーズ・レーシング・チャンピオンシップを創設（後にエミレーツ航空は撤退、2006年以降休止状態）、世界の名馬がその能力を競う場を提供した。
日本の競馬にも関心を持っており、第3回ジャパンカップにハイホークを出走させて以来、ハートレイク（安田記念優勝）など多くの馬を出走させている。また2003年には日本現地法人ダーレー・ジャパン・レーシングを設立し、法人として地方競馬の馬主免許を取得。船橋競馬場の川島正行厩舎などを拠点として活動していた。イギリスでは、所有馬がクラシックをはじめとしたG1レースで優勝している。またアイリッシュダービーステークスとフランスのロンシャン競馬場で開催される凱旋門賞でも優勝しており、アメリカではバーナーディニが2006年プリークネスステークスで優勝している。また同年のゴドルフィンマイルを優勝した直後のユートピア（2002年全日本2歳優駿、2003年ダービーグランプリ、2004年・2005年マイルチャンピオンシップ南部杯優勝）を400万ドルの移籍金で獲得してゴドルフィンに移籍させたことでも知られる。2008年にはウッドランズスタッドエンパイアを買収、オーストラリアでも馬産を始めている。
アラビア馬は、その伝説的なスタミナで様々なレースに並外れて上手く適することが証明された。UAEは、シェイク・モハメドをナショナルチームの主将としてこのスポーツを行う。1990年中頃に初めて真剣に競馬に参加し始めているが、UAE の騎手は世界で最上であると見做されている。実際に息子のシャイフ・ラーシドとシャイフ・ハムダーンは、1999年と2000年にそれぞれ世界ランキングの首位を占めている。シャイフ・アメド・ビン・ムハンマドは世界エンデュランス馬術競技で優勝し、初のアジア世界チャンピオンに若くしてなっている。
ダーレージャパンは関連会社であるダーレー・ジャパン・ファーム有限会社が2007年に中央競馬の馬主免許を取得し、約40億円のトレードで獲得したアドマイヤムーン（2007年ドバイデューティーフリー、宝塚記念優勝）を中央競馬における所有馬第1号とした。しかし、11月1日にダーレージャパングループの代表である高橋力を解任し、11月27日には中央競馬馬主登録を抹消申請した。
2年後の2009年11月25日、JRAはこの年から認められていた日本国外居住者の馬主登録について、ムハンマドが登録したことを発表した。JRAでの馬主登録名は「H.H.シェイク・モハメド」（H.H.はHis Highness＝殿下）。また勝負服の柄は「海老、白袖、海老一本輪」。ムハンマドの登録に合わせて、ハヤー妃（登録名：H.R.H.プリンセス・ハヤ）とハムダーン太子（登録名：H.H.シェイク・ハムダン）もJRAに馬主登録したと発表された。2011年には所有馬のデボネアが東京優駿に出走することとなり、観戦のために訪日している。2018年3月から所有馬の名義を「ゴドルフィン」に変更。勝負服も国際的なゴドルフィンのイメージに合わせた「青、袖水色1本輪」へと変更した。
俊敏なエンデュランス馬術競技の優秀な騎手であり、数々の大会で優秀な成績を残しており、63歳の時に2012ワールドエンデュランス競技の160キロコースで優勝した。また自身が大会を主宰する事もある。しかし、所有するサラブレッドとエンデュランス競技の両馬がドラッグテストで失格し、調教師は非難を受諾している。このエンデュランス競技用の厩舎は、致命的な怪我や競技不正参加者を含む多数の別の醜聞に巻き込まれた。
2006年の第15回アジア競馬のエンデュランス競技では、息子のラシッドが個人金を獲得し、またラシッド、アハメド、マジド、ハムダーンの息子たちがエンデュランス競技でチーム金を獲得。姪のラティーファは障害飛越競技で銅、娘のマイサーがテコンドーでアラブ首長国連邦チームを率いた。2013年にサッカーアラブ首長国連邦代表がガルフカップで優勝。シェイク・モハメドは、チームに50億ディルハム（13億5000万ドル）を贈呈した。更に妻がチームに25億ディルハム（6億8000万ドル）を、夫妻の孫息子2人が12億ディルハム（3億3000万ドル）を贈呈した。2014年3月29日に国際競馬の祭典ドバイワールドカップ（英語: Dubai World Cup、アラビア語: كأس دبي العالمي）に参加。傘下のゴドルフィン・レーシング（Godolphin Racing）が所有するアフリカンストーリーが勝利し、シェイク・モハメドがトロフィーを受けとった。
日本での主な所有馬
- ミッドサマーフェア（2012年フローラステークス）
- フリートストリート[43]（2013年エルムステークス）
- アルキメデス（2013年朝日チャレンジカップ）
- ディサイファ（2014年エプソムカップ、2015年中日新聞杯、札幌記念、2016年AJCカップ）
- サマリーズ（2014年クラスターカップ）
- ティーハーフ（2015年函館スプリントステークス）
- ファインニードル（2017年セントウルステークス、2018年シルクロードステークス、高松宮記念、セントウルステークス、スプリンターズステークス）

## 文化的人道主義

### アートアワード パトロン
アール・マクトゥームは、文語アラビア語とアラビア半島のアラブ遊牧民ベドウィン方言による口語詩ナバティー詩の詩人である。アラビア半島の地域以外には存在しない唯一無二のスタイルで、16世紀から文化を強く特徴付けている。当初は口承(口伝伝承)で、大らかさを伴った日常生活の現実を反映していることが顕著な特徴だった。最初は「サリーテ」のような偽名を使い、一人の青年として詩を書き始めた。従って、当時はドバイの統治者の息子であることは関係がなかった。初期の詩の1つに、無名の未知の詩人に対して珍しいことであるが、女流詩人から激励を受けている。
1998年に、意識を高め、アラブ首長国連邦の地方の文化、習慣、宗教を分かり易く説明することを目的とする非営利組織シェイク・ムハンマド・ビン・ラーシド文化理解センター （SMCCU）英語版を設立する。SMCCUは、「ドアを開け、心を開け」のモットーの下に運営が行われ、アラブ首長国連邦の地元の人とアラブ首長国連邦を訪問する客または在住の人との異文化理解とコミュニケーション（異文化コミュニケーション）を改善することを目的としている。
シェイク・モハメドによる最近の新たな取り組みは、ドバイメトロ駅がアートドバイ2015につながる時代のアートギャラリーに変わったことで確かめられる。
アール・マクトゥームは、2009年3月にムハンマド・ビン・ラーシド・アール・マクトゥーム アートアワードを設置し、ドバイの芸術発展に貢献した個人や機関に栄誉を授けた。アワードは、芸術家やプロジェクトが4つの分類区分の下で個人の部門サポートから恩恵を受けることができるようにする。
パトロン4分類区分：アート著名パトロン（ 15 億ディルハム）/ アートパトロン（2-5 億ディルハム）/ アートサポーター（500,000ディルハム）/ アートフレンド（50,000-50,0000ディルハム）
またアワードは、意義のある金銭的援助または現物を、ドバイの芸術や文化領域を高めることに著しく貢献する視覚芸術およびパフォーミングアーツ、文学、映画部門に供与することを目的としている。アートアワードは、ドバイの創造的コミュニティへの大切な金銭的サポートを表彰という形を用いて奨励している。

### ナレッジ アワード
ムハンマド・ビン・ラーシド・アール・マクトゥーム基金の1億ドル ムハンマド・ビン・ラーシド・アール・マクトゥーム ナレッジ アワードは、2014年12月7日に設立された。このアワードは、知識の普及の重要性に関して認識を高め、適切な国民の発展と繁栄のための手段として知識を伝達し、同時に世界中で知識の普及、伝達および現地化への貢献を更に促進するための独創力とプログラムを奨励することを目的としている。
第1回の受賞者は、コンピューター科学者でワールド ワイド ウェブの発案者であるティム・バーナーズ＝リー氏と、ウィキペディアの企業家で共同創立者であるジミー・ウェールズ氏で、「世界中に知識を広げる分野での努力と貢献を認められた」ことにより、両氏に合同で授与された。賞は均等に分割され、ムハマンド・ビン・ラーシド基金の委員長であるシャイフ・アフマド・ビン・ムハマンドにより贈呈された。

## 慈善事業

### 寄付
慈善寄付を行うことで知られている。1997年に開始し、ムハンマド・ビン・ラーシド・アール・マクトゥームチャリティおよび人道主義組織は、恵まれない国民またはUAEに住む国籍離脱者を援助する慈善および人道主義的事業を促進することを目的としている。財団法人は、また、教育、健康および経済状況を改善する事業によりUAE 以外の他国の発達に向けて積極的に寄与している。シェイク・モハメドの指令の下に、 UAE の副大統領兼首相、ドバイの統治者であるムハンマド・ラーシド・アール・マクトゥームチャリティおよび人道主義財団法人は、ラマダーンの月の間、UAE 内外で慈善事業に携わる。常時持続的活動として、社会の様々な区分に必要な支援届け、世界中の多数の国の困窮しているUAE 国民、居住者およびイスラム教徒に基金を提供する。当財団法人は、分かち合い助け合う真のラマダーン精神の24プロジェクトの下で25.6億AEDを超える基金を配給している
英語版。
2007年5月19日、中東の教育基金のムハンマド・ビン・ラーシド・アール・マクトゥーム基金を設立するために100億ドルを供与する計画を発表。そのお金は、アラブ地域と先進諸国との知識の断絶の架け橋となるように意図しているものだと述べた。当発表は、ヨルダンの2007 世界経済フォーラムで行われた。
2003年9月、ドバイヒューマニタリアン・シティを設立。飢餓や貧困によって苦しむ人々を援助する人道主義的な支援機関のための世界最大のロジスティクスハブに成長し、ハブは、9つの国連の援助機関と約50のNGOメンバーなどの営利団体、商業運営、交通機関や物流の専門知識機関5が設置されて機能の集積が進み、経済の活性化に寄与している。世界最大かつ最も活気溢れる物流拠点として成長してきた。

### ドバイケア
2007年にドバイケアキャンペーン英語版を開始し、貧しい国の1億人の子供たちを教育する資金を集めた。このキャンペーンは、2015年までにすべての子どもに小学校教育を提供する国際連合のミレニアム開発（ミレニアム開発目標）にドバイが貢献するものである。2007年のキャンペーン開会までに国民によって寄付された金額は、10.65 億AED（約450億ドル）を超え、この総計は、合計基本総計額の30.5億AEDを作るためにシェイク・モハメドが追加した金額を含む。この新たな取り組みは、多くの国で堅固な目標と誓約を伴う進行中の慈善事業となった。
2007年の開始以来、ドバイケアは28 か国の7億人以上の子供に及ぶ統合された小学校教育のプログラムを実施した。プログラムの活動には、1,500 以上の学校とクラスの建設および改修を含み、1,000 以上の井戸とポータブル水資源を提供し、3,000 以上の公衆トイレを学校に建設する。学校にいる490,000 以上の子供たちに毎日栄養食を提供し、寄生虫撲滅活動を通して、腸内寄生虫を1.5歳以上の子供から解放する。また地域言語で書かれた 2 億冊以上の本を寄付し、6,600 以上の父兄∸教師協会を設立し、23,000 以上の教師を訓練する。

### ノアドバイ
2008年9月3日、シェイク・モハメドは、「ノアドバイ」の名の下に新しいラマダーンを開始し、「ビジョン2020」の視覚の権利で述べた目標を達成する世界保健機関(WHO)と国際失明予防機関(IAPB)VISION 2020を援助することを目的としている。ノアドバイは、地方、地域および国際的規模で発展途上国の治療または予防可能な眼疾患や視覚障害に苦しむ1億人以上の人々を治療し、ヘルスサービスを提供することを目的としていたが、2011年には5.8 億以上の人々に及び、治療した。カーターセンター（ジミー・カーター）と共に活動するエチオピアにおける3年プログラムは、9億人の子供がトラコーマの細菌感染症に罹っている7,900 以上の村を援助することを目的としている。ノアドバイは後に、全てのその任務を実行し、その目的を達成するために要求される十分な合法的能力と独立性を享受する無政府の非営利組織になった。

### UAE パキスタン援助プログラム
2011年1月12日、UAE パキスタン援助プログラム英語版UAE内外政が、アラブ首長国連邦の大統領ハリーファ・ビン・ザーイド・アール・ナヒヤーンとシェイク・モハメドの指令に従って、再開発している経済構造基盤によりパキスタンを救済し、援助を提供し、洪水の影響を緩和するために開始された。UAE PAP（パキスタン援助プログラム）は健康、教育、水および経済構造基盤の社会的な再開発の4つの主な領域に焦点を当てながら厳しい地形と地域の荒れた気候状況を考慮に入れた包括的再開発計画に沿って進められた。プログラムは、2つの橋、52 の学校と7 つの病院の建設と復旧の提供と同時に64 の水供給構想の実施の提供を行う。
パキスタンの17 億以上の子供がポリオ（急性灰白髄炎）絶滅のためにUAE-資金プログラムの第2段階の目標とされる。約 51 億の投与量が、アブダビの皇太子で軍隊の副最高司令官のシャイフ・ムハンマド・ビン・ザーイドによって運用される。
2018年までにポリオを世界から絶滅させる世界的な取り組みのプログラムの一部に、パキスタンとアフガニスタンを特に重要視する世界的な理念にシェイク・モハメドが440 億AEDを寄付しているのがある。ビル・ゲイツは毎年恒例の手紙の中で、「アブダビは病気と闘う真のパートナーとなった」と述べている。援助プログラムキャンペーンの最初の段階では、13億人以上のパキスタンの子供が予防接種を受けたとプログラムを組んだディレクターのアブダラ・アル＝ガフリィが述べた。予防接種は、2014年の6月と9月の間に実施された。

### パレスチナ援助
シェイク・モハメドは、パレスチナの大義に多くの慈善寄付を行っており、それには2009年のイスラエル侵攻（ガザ侵攻 (2014年)）に続き、ガザに600建の住居の助成の供与を含む。またパレスチナ人との団結を示すために新年の祝賀とドバイショッピングフェスティバルの公式の開催を中止し、同時にイスラエルの軍事措置により退去させられた難民に寄付をした。この出来事に対して広がった大衆の反応と著名な連邦の市民からの寄付の高まりを反映して、パレスチナの国民に対し、2009年1月10日にバーレーンで開催された主なエンデュランス競技で獲得した勝利と賞金を捧げた。シェイク・モハメドはしばしば2国間の紛争解決の必要性を指摘し、イスラエルとの関係の正常化前にパレスチナ問題に対する合意を交渉した。

### アフガニスタン援助
公式および米国官僚との会議の両方でアフガニスタンでの米国の抑制に関して何度も電話をしている。シェイク・モハメドは、2001/2002年の米国の爆弾キャンペーンで退去させられた人々に一時的な住居を提供するために2億ドルを寄付。その運動は、新たに広がった避難退去のニュースで、富裕で著名な連邦国民からの寄付の高まりの口火を切り、また攻撃の拡大の結果、生じたアフガニスタン市民の必要性に拍車をかけ、退去させられた家族に家を供給するために、カンダハールにおける村の設置へとつながった。翌年、約15,000人の難民が一時的に建設された宿泊設備に住むアフガニスタン/パキスタン国境へ送還された。2000年に、シェイク・モハメドは, 4億ユーロをオランダのロッテルダムのエサラームモスクの建設に寄付した。二人は2004年4月10日に結婚し、2007年12月2日に生まれた娘のアル・ジャリラと、2012年1月7日に生まれた息子のザイードという二人の子供がいる。

## 私生活
アール・マクトゥームには、少なくとも6人の妻と30人の子供がいる。彼の最初の結婚は従妹のシェイカヒンド・ビント・マクトゥーム・ビン・ジュマ・アール・マクトゥーム（生粋のドバイの支配者一族の一員）で、1979年に結婚した。彼女はドバイのファーストレディであり、後継者として指名された ハムダン・ビン・ムハンマド・アール・マクトゥーム（1982年生まれ）を含む、シェイク・ムハンマドの12人の子供たちの母親でもある。2015年9月19日に長男 ラーシド・ビン・ムハンマドが心臓発作で薨去される。 他の妻には、レバノン人のランド・ビン・ムハンマド・アル＝バンナとデリラ・アロヤ、ギリシャ人のゾーイ・グリゴラコス、そしてアルジェリア生まれのフーリア・アーメド・アル・マアシュがいる。ムハンマドの6番目の妻は、ヨルダン国王フセインの娘であり、ヨルダン国王アブドラ2世の異母妹であるハヤ・ビント・フセイン王女である。シェイク・ムハンマドは、Twitterで息子のザイードの誕生を発表した。母国ヨルダンを代表して国際馬術競技に参加した最初の女性であり、2000年夏季オリンピックの障害飛越競技に出場した彼女は、国際馬術連盟の会長を2期務めた。シェイク・ムハンマドは、ドバイにドイツの会社ブローム・ウント・フォスが製造し、英国人デザイナーアンドリュー・ウィンチが設計したヨットドバイを所有している。このヨットは全長162メートル（531フィート）で、2014年時点で世界第3位の大きさを誇り、乗組員を含めて115人まで収容可能であるシェイクの個人用ヨットとしては、2013年にサンロレンツォ社が建造した40メートル（130フィート）のアロヤがある。 
シェイク一家の資産は約40億米ドルと言われている。

## ヨット
アール・マクトゥームは、ドバイにドイツの会社のBlohm + Voss（ブローム・ウント・フォス）社によって造船されたヨットを所有している。350億かけて造られたたこの豪華なヨットは全長162メートルで、世界で3番目に大きく（2014年）、乗務員を含み115 人まで乗船できる。元々はブルネイの王子のジェフリーボルキアが注文したものであったが、資金不足により建設が中止され、2001年に彼がそのプロジェクトを引き継いだものである。浮かぶ都市と呼ばれ、グーグルアース（または地図）で、シャイフ・ムハンマド・ビン・ラーシド・アール・マクトゥーム ロゴアイランドの前に停泊しているヨットを見ることができる。